# Grădinile (gmina)
Grădinile – gmina w Rumunii, w okręgu Aluta. Obejmuje miejscowości Arvăteasca, Grădinile i Plăviceanca. W 2011 roku liczyła 1507 mieszkańców.